# تشارلز بالمر (مخرج)
تشارلز بالمر (بالإنجليزية: Charles Palmer)‏ هو مخرج ومخرج بريطاني، ولد في 1965 في إنجلترا في المملكة المتحدة.

## وصلات خارجية
- تشارلز بالمر على موقع IMDb (الإنجليزية)
- تشارلز بالمر على موقع قاعدة بيانات الفيلم (الإنجليزية)